# O lume rece
O lume rece (în engleză Cool World) este un film live/de animație regizat de Ralph Bakshi după un scenariu de Michael Grais[*]. În rolurile principale au interpretat actorii Kim Basinger, Gabriel Byrne și Brad Pitt. Prezintă povestea unui desenator care ajunge în lumea animată pe care crede că a creat-o, unde este sedus de unul dintre personaje, o femeie fatală din benzile desenate care vrea să devină reală. 
A fost produs de studiourile Rough Draft Studios[*] și a avut premiera la 10 iulie 1992, fiind distribuit de Paramount Pictures. Coloana sonoră a fost compusă de Mark Isham[*]. 
Cheltuielile de producție s-au ridicat la 28.000.000 $ și a avut încasări de 14.110.589 $.

## Distribuție
Au interpretat actorii:
- Gabriel Byrne - Jack Deebs, un desenator, fost condamnat, care se pare că este responsabil pentru crearea Cool World (O lume rece)
- Brad Pitt - detectivul Frank Harris, un detectiv al Departamentului de Poliție Cool World, care intenționează să-l prindă pe Holli. Pitt oferă, de asemenea, vocea lui Frank în forma sa desenată.
- Deirdre O'Connell - Isabelle Malley
- Frank Sinatra Jr. - Rolul său
- Michele Abrams - Jennifer Malley
- Janni Brenn-Lowen - Agatha Rose Harris
- Marilyn Monroe (imagini de arhivă)

### Voci
- Kim Basinger - Holli Would, o femeie fatală desenată care vrea să devină reală.
- Charlie Adler - Nails, , un personaj desenat asemănător unui păianjen care este partenerul lui Frank.
- Joey Camen - Interrogator No. 1 / Slash / Holli's Door
- Jenine Jennings - Craps Bunny
- Michael Lally - Sparks
- Maurice LaMarche - Interrogator No. 2 / Mash / Dr. Vincent "Vegas Vinnie" Whiskers / Super Jack
- Candi Milo - Lonette / Bob
- Patrick Pinney - Chico the Bouncer
- Gregory Snegoff - Bash